# 拯救鐵達尼號
《拯救鐵達尼號》（英語：Saved from the Titanic）是一部於1912年上映的美國无声电影，由多蘿西·吉布森主演，他是一位在1912年4月15日鐵達尼號沉沒事故中倖存下來的美國女演員。該片於事件發生後僅31天在美國首映，是對這一悲劇最早的戲劇化呈現。
吉布森是第一艘從鐵達尼號上下水的救生艇上的28名乘客之一，他在離開船後約五個半小時被救援。回到紐約後，她與他人合作編寫了劇本，並扮演了一個虛構版本的自己。劇情涉及她向虛構的父母和未婚夫講述著災難故事，片中穿插了冰山、鐵達尼號的姐妹船奥林匹克号以及船長爱德华·约翰·史密斯的現場鏡頭。為增加電影的真實感，吉布森還穿著與災難當晚相同的衣服。拍攝地點分別在新澤西州的李堡工作室和紐約港的一艘廢棄船上進行。
該片在國際範圍內上映，並吸引眾多觀眾和積極的評論，一些評論則批評這部電影在災難事件發生後不久就進行商業化，然而如今，《拯救鐵達尼號》被認為是一部散失電影，因為已知的最後一批影片在1914年3月的埃克萊爾工作室火災中被摧毀。只有幾張印刷的靜止劇照和宣傳照片得以倖存。這是吉布森的最後一部電影，據報導，她在完成電影後陷入了精神崩潰。

## 吉布森的經歷
多蘿西·吉布森是鐵達尼號處女航的乘客，事發當時約22歲，他自4月10日晚上與母親從法國瑟堡登上鐵達尼號前往美國，目的是回到紐約參加埃克萊爾電影公司的新片拍攝，沉船那天晚上，吉布森在頭等艙的休息室中玩橋牌費斯特（合約橋牌的前身），然後返回與母親共用的艙房。，這款遊戲後來被譽為拯救那些熬夜玩遊戲的玩家的性命，儘管它違反了英國船舶的嚴格安息日規定（正如一位美國作家所言）。
晚上11點40分，吉布森聽到了與冰山相撞的聲音，那聲音被她形容為「一聲漫長、刺耳、令人作嘔的刮擦聲」。當吉布森前往調查時，卻看到鐵達尼號的甲板開始傾斜並有水湧入船艙，她因而驚慌前往尋找他的母親。
早先曾與吉布森玩橋牌的兩位夥伴，弗雷德里克·休沃德和威廉·斯洛普陪同他和其母親前往救生艇。他們乘坐7號救生艇（右舷），也是第一個下水的救生艇。當時大約有27名其他人員在救生艇上，然而救生艇上的塞子不見導致海水湧入，直到有人「自願貢獻」了衣物來解決這個問題。當鐵達尼號最終沉沒時，仍有約1,500人在船上被拋入冰冷的水中，很快因體溫過低而死亡。吉布森在救生艇上聽見那些在被拋入海中掙扎的人們的慘叫，以及正因此刻生死不明的親人被趕擔心的生還者們的哭喊聲。
這次事件對吉布森產生了深遠的影響，她變得相當恐慌，一遍又一遍地重複著「我再也不會開著我的小灰色汽車騎行了」，以至於附近的人都能聽到。救生艇最終在早上6點15分被卡柏菲亞號救援，載著吉布森等人回到了紐約。

## 主演演員
- 多蘿西·吉布森（英语：Dorothy Gibson） 飾 多蘿西小姐
- 亞歷克·B·法蘭西斯（英语：Alec B. Francis） 飾 父親
- 茱莉亞·斯圖特（Julia Stuart） 飾 母親
- 約翰·G·阿道菲（英语：John G. Adolfi） 飾 傑克少尉
- 威廉·R·鄧恩（William R. Dunn） 飾 傑克的朋友
- 蓋伊·奧利弗（英语：Guy Oliver） 飾 傑克的朋友

## 製作

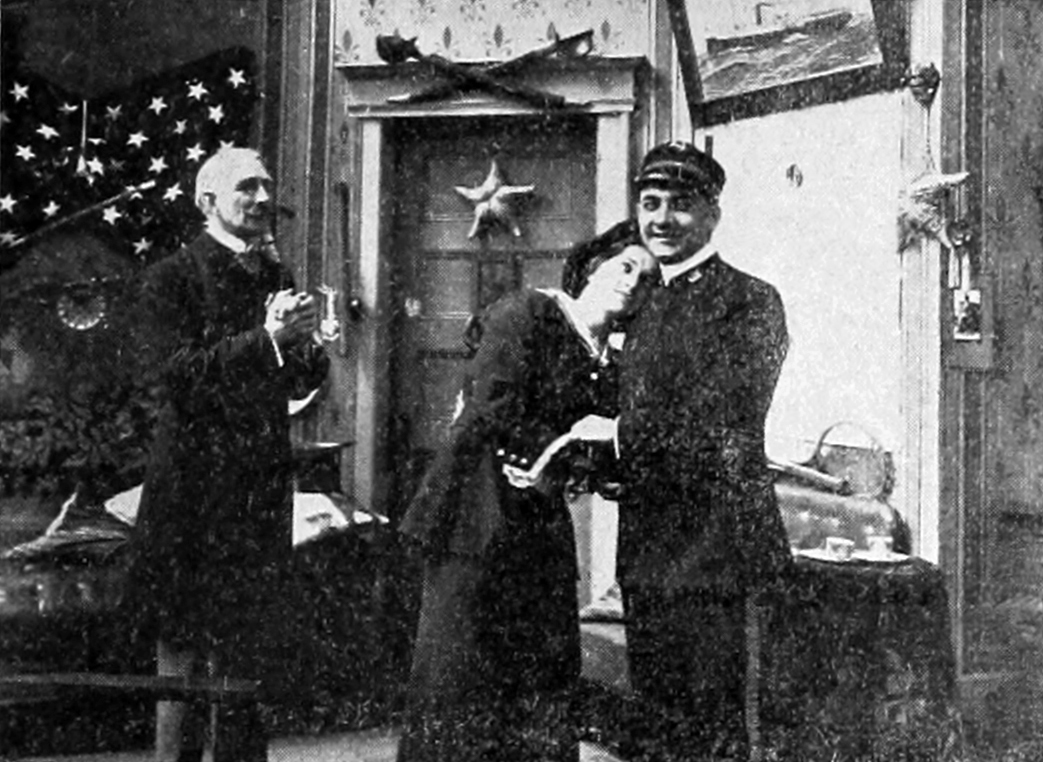
亞歷克·B·法蘭西斯 （左）飾演父親，吉布森飾演她自己，約翰·G·阿道菲飾演少尉傑克的電影劇照

吉布森回到紐約僅僅幾天，就開始進行以這場災難為基礎的電影拍攝工作。這可能是因為她埃克萊爾電影公司的製片人朱爾斯·布魯勒圖爾特殊的關係，當時兩人正在一段外遇。根據《公告牌》雜誌的報導，得知事故發生後，布魯勒圖爾派遣著特別包租的拖船和額外攝影師拍攝卡帕西亞號到達紐約的情景。並將這段影片與其他場景進行拼接，包括鐵達尼號的船長愛德華·史密斯在姊妹船奧林匹克號船橋上的鏡頭、1911年鐵達尼號下水的影像，以及冰山的存庫影片。最終，首宗以鐵達尼號為主題的新闻影片於4月22日作為愛克萊爾工作室的《動畫週刊》系列的一部分發行。這部電影在全美上映，取得了巨大成功，票房銷售一空。威廉·霍华德·塔夫脱總統收到了這部電影的一份個人副本，他的朋友和軍事助手阿奇博爾德·巴特也是這場災難的受害者之一。
新聞片的成功促使布魯勒圖爾決定進一步拍攝一部戲劇片，以這場沉船事件為題材。他擁有一個獨特的優勢，那就是一名曾經歷那場災難的倖存者皆女演員，吉布森後來形容她參與拍攝是為了「向那個可怕的夜晚獻上敬意的機會」。然而，傑佛瑞·理查茲認為更有可能的原因是布魯勒圖爾說服了她，因為「災難」為吉布森的事業發展提供了一個推動力。
《拯救鐵達尼號》的攝工作在隨後於4月底新澤西州李堡的埃克萊爾工作室和紐約港的一艘廢棄運輸船上進行。這部電影僅用了一個星期便完拍攝成了從拍攝到處理和發行的過程只需正常一卷影片所需時間的一半，顯示製片商急於在災難消息仍然新鮮的時候將電影上映。雖然這影只有十分鐘長，但在當時是正常的，因為劇情長片並非是當時主流的影像題材。相反，一個節目通常由六到八部短片組成，每部長約十至十五分鐘，以蓋各種類型。儘管新聞片是呈現時事的主要方式，但劇情片和喜劇片也的發展受到這些事件的影響。雖然對於鐵達尼號本身的影片極少，使新聞片描繪沉船的能力受到阻礙，但這場災難顯然是一個明顯的戲劇性題材。
儘管擔任此部電影的主演，但吉布森明顯仍然受到創傷的影響，據《電影新聞》的一位記者形容她：「看起來像是神經受到了極大的震撼」，據說她在拍攝期間甚至突然哭了起來。為了增加這部電影的真實感，她甚至穿著當時她被救時的同一套衣服。 此外，傳言吉布森不僅主演「多羅西小姐」這個角色，實際上她還參與了編劇工作，劇本是基於她自己經歷的虛構版本。劇中展示了她的父母和（虛構的）未婚夫傑克，他們在得知災難消息後焦急地等待著她的歸來。他安全地回到了家，並在一段很長的回溯中講述災難的經過，並通過新聞影片和碰撞的模擬畫面來進行長篇回憶。當鐵達尼號沉沒後，多羅西則得救了，當他結束故事時，多羅西的母親敦促傑克離開海軍，他認為這是一個太危險的職業。不過傑克最終拒絕了母親的建議，決定為了他的旗幟和國家履行自己的職責。多羅西的父親被他的愛國精神所感動，電影以他祝福著多羅西和傑克的婚姻而結束。
這部電影的主要結構，旨在通過融合新聞影片和一位真實的倖存者作為影像的「敘述者」，以此提升著故事的真實性和可信度。觀眾此前只見過災難倖存者作為無言的「物體」出現在由他人講述的故事中。但相比之下，作為主角的吉布森不僅具有倖存者的身份，還作為敘述者來講述表面上是她個人故事的內容。

## 上映

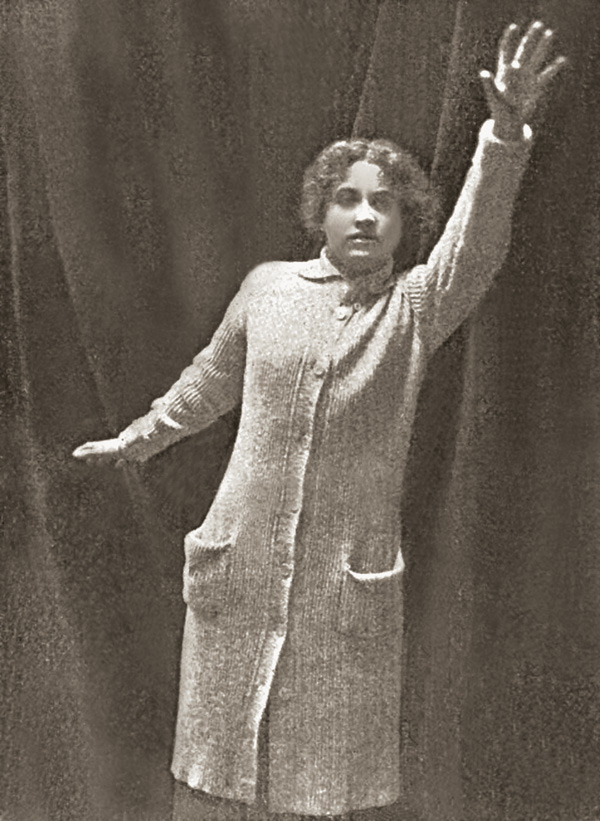
在這張宣傳照片中，吉布森穿著她在災難期間穿的真實衣服。

《拯救鐵達尼號》在1912年5月16日於美國上映，同時也在國際上發行，英國版名為《鐵達尼號的倖存者》（A Survivor of the Titanic），德國版名為《鐵達尼號所教會他的事情》（Was die Titanic sie lehrte）。該片在1912年5月11日的《動態影片世界》中獲得了正面評價，稱讚吉布森的表演是「埃克萊爾公司這部轟動的新電影中的一個獨特演出... 電影在市場上引起了極大的反響，因為對這場災難的普遍關注引發了全國性的需求」。評論繼續說道：
吉布森在經歷了這場可怕的船難後，幾乎還沒有從嚴重的壓力中恢復過來就被要求參演這部新片，而且他還是這部電影的創作者之一。這對他來說是一個令人神經緊張的任務，但就像舞台上的女演員一樣，這位美麗的年輕電影明星勇敢地克服了自己的情感完成了這項工作。最終，這部電影呈現出了令人驚訝且藝術完美的一幕。
《電影新聞》則稱讚了這部電影「精彩機械和燈光效果，逼真的場景，對這次命中注定的旅程的真實再現，出色的演出。一個由目擊者描繪的揪心海上最大的悲劇的故事」。然而，一些人批評描繪一場近期發生的災難的觀感存有問題。《紐約戲劇鏡子》的「觀眾」譴責這個嘗試是「令人反感的」：
重新在工作室製作，不論配備多麼出色，或是透過重新演出海上場景來再現鐵達尼號這樣令人震驚的災難事件，甚至是涉及1,600名受害者，這都是令人感到不快的。尤其是在現在這個時刻，當這場災難的恐怖仍然在人們腦海中令人不安的時候。甚至這位年輕女性與他的母親一同度過了那些令人痛苦的時刻，現在竟然將他們的幸運生還經歷商業化，這種做法實在是令人難以理解...。

## 失傳
《拯救鐵達尼號》現在被認為是一部散失電影，因為唯一已知的影印本在1914年3月新澤西州福特李的愛克萊爾電影公司工作室大火中被摧毀。唯一倖存的視覺記錄是一些製片場景照片，刊登在《電影新聞》和《動態影片世界》上，顯示著電影中的家庭場景，和多羅西在北大西洋地圖前指著鐵達尼號的位置的場景照。弗蘭克·湯普森（Frank Thompson）將這部電影列為一部「消失的重要電影」，並指出它之所以獨特，是因為「一位真實的鐵達尼號倖存者在電影中扮演自己，穿著她在船上棄船時的衣服」：
所有這些都在災難發生後的幾天內拍攝成電影，這足以讓任何鐵達尼號愛好者感到沮喪。無論電影中有多少情節誇張，而劇情簡介也顯示其中有很多，但《拯救鐵達尼號》絕對是一個無法替代的鐵達尼號文化遺產。
這也是多羅西·吉布森的最後一部電影，因為製作這部電影的努力似乎給她帶來了一場存在危機。據《哈里斯堡領袖報》報導，「她幾乎失去了理智，因為她在生動地扮演自己的角色時所承受的巨大壓力。」

## 另見
- 在黑夜與冰山 - 第一部以鐵達尼號沈沒事故為主題的歐洲電影

## 外部連結
- 互联网电影数据库（IMDb）上《拯救鐵達尼號》的资料（英文）
- AllMovie上《拯救鐵達尼號》的资料（英文）